# Flávio Corrêa
Flávio Corrêa (Porto Alegre, 4 de fevereiro de 1900 – Porto Alegre, c. ) foi um baixista brasileiro. Seus irmãos, Oscar, José, Osvaldo e Otávio, também foram músicos.